# 사랑 그 끝으로
《사랑 그 끝으로》는 1986년 9월 14일에 MBC TV에서 방영되었던 베스트셀러극장이다.

## 줄거리
정림(허윤정)은 남편이 죽은 뒤 시골 학교에서 어린이들을 가르치는 일을 한다. 그 때 완고한 집안의 외아들 강민구(임정하)가 그녀에게 적극 접근한다. 그들은 민구의 부모의 반대에도 불구하고 결국 살림을 차리고 딸 하나를 낳아 행복한 가정을 꾸려가는데...

## 출연
- 허윤정
- 임정하
- 변희봉
- 김진구
- 최병학
- 박종관
- 김호영
- 유명순
- 나성균
- 정희선
- 김은영
- 서영애
- 문시경
- 오경애
- 문회원
- 김정
- 변은영
- 임미미
- 한창호
- 이영범
- 홍나옥
- 김흥수
- 전신희
- 이현영